# Lucije Klodije Macer
Lucije Klodije Macer (Lucius Clodius Macer, ? - listopad 68.) bio je rimski političar i vojskovođa, poznat po ulozi koji je imao u svrgvanju cara Nerona i Godini četiri cara. Godine 68. je služio kao Neronov legat, odnosno guverner Afrike. U svibnju iste godine, nakon niza pobuna protiv Nerona širom Carstva, i Macer se odmetnuo od cara te podigao vlastitu I Macerovu oslobodilačku legiju, uz III Augustovsku s kojom je već raspolagao. Njegov je čin, međutim, predstavljao kobni udarac po ionako uzdrmani Neronov režim, jer je Macer njime Rimu oduzeo strateški važan izvor žita za prehranu gradskog stanovništva. Samo mjesec dana kasnije, Senat je Nerona proglasio neprijateljem naroda i za cara postavio Galbu. Novi car je, međutim, počeo sumnjati da ga Macer namjerava svrgnuti te je djelovao preventivno potakavši njegovo ubojstvo. Ubio ga je prokurator Trebonije Garucijan. Neki izvori kao jednog od posrednih sudionika urote navode i Mucijana.
Macer je danas poznat numizmatičarima po vlastitim kovanicama, kojih trenutno ima samo 85.